# اچ. مونتگومری هاید
اچ. مونتگومری هاید (انگلیسی: H. Montgomery Hyde؛ ‏ ۱۴ اوت ۱۹۰۷ – ۱۰ اوت ۱۹۸۹) سیاستمدار حزب اتحادگرای اولستر، نماینده مجلس و وکیل مدافع اهل بریتانیا بود. او در سال ۱۹۵۹ از حزبش کنار گذاشته شد و کرسی خود را در مجلس عوام بریتانیا از دست داد، زیرا کارزاری در حمایت و اصلاح قانون همجنسگرایان راه انداخته بود. وی دانش‌آموختهٔ رشته تاریخ در دانشگاه کوئینز بلفاست و رشتۀ حقوق در کالج مگدالن، آکسفورد بود و در سال ۱۹۳۹ در سپاه اطلاعات در نیروی زمینی بریتانیا خدمت کرده بود. او همچنین مدتی رابط نظامی و افسر امنیتی در برمودا و دستیار افسر کنترل گذرنامه در نیویورک بود.
او در سال ۱۹۳۴ استاد رشتهٔ تاریخ دانشگاه آکسفورد و از سال ۱۹۵۹ تا ۱۹۶۲ استاد رشته تاریخ دانشگاه لاهور شد. دانشگاه کوئینز بلفاست در سال ۱۹۸۴ به او مدرک دکترای افتخاری اهدا کرد.